# Nemzeti Funkcionális Fitneszversenyzési Sportági Szövetség
A Nemzeti Funkcionális Fitneszversenyzési Sportági Szövetség (NEFFISZ) egy magyar funkcionális fitneszversenyzési szövetség, az International Functional Fitness Federation (iF3) által egyedül elismert magyar tagszövetség. A NEFFISZ mint egy tipikus nonprofit sportágirányító szervezet nem egy cég, hanem országos szövetség.
2017-re az International Functional Fitness Federation megalakulásával megszilárdult annak a definíciója, hogy mi az általuk képviselt és szervezett funkcionális fitneszversenyzés, amely nem ugyanaz mint több más ágazat, amelyekre szintén rá lehet esetleg húzni a fitnesz, funkcionális fitnesz jelzőt (Hyrox, akadályfutás, stb.) Ez a fajta funkcionális fitneszversenyzés megegyezik a CrossFit sporttal, az eltérés az irányító szervezetek formájában van, és egyes versenyszervezési formátumokban, szabályokban.

## A NEFFISZ megalakulása
Miután az iF3 a 2017-es indulása után évről-évre fejlődött a '
CrossFittel párhuzamosan, egyre több országos szövetség alakult a világban és lépett be hozzájuk, illetve minden évben világbajnokságot rendeztek, így 2019-ben a magyar CrossFit közösség egyes tagjai is úgy gondolták, hogy érdemes itthon is létrehozni egy ilyen nonprofit szövetséget és belépni az iF3-ba.
Radnai Tamás vezetésével (aki 2006-ban meghonosította a CrossFit-et is Magyarországon) megindult a konkrét szervezés, ami hamar sikerre is vezetett: a bíróság bejegyezte a Nemzeti Funkcionális Fitneszversenyzési Sportági Szövetséget, majd még 2019-ben az iF3 is elismerte a NEFFISZ-t és felvette a tagjai közé mint a sportág egyetlen irányítóját Magyarországon az égiszük alatt.
2019-ben már rendezett is a NEFFISZ országos versenyt, megkezdve az effektív működését.

## Az első elnökségi korszak (2019-2021)
Az Elnökség tagjai
1. Radnai Tamás (elnök)
2. Matis Zsófia (operatív alelnök)
3. Borsós Ferenc
4. Árvai Balázs
5. Türk Balázs
6. Patakfalvi-Vigh Dániel
7. Gáspár László
8. Tóth Ákos
9. Szollár János

Mérföldkövek
A Nemzeti Funkcionális Fitneszversenyzési Sportági Szövetség megalakulásával minden évben megrendezésre kerülnek országos bajnokságok, a minden korosztályukban megrendezett Nemzeti Bajnokság avatja az ország legjobbjait, illetve ezeken a versenyeken lehet kvótát szerezni az iF3 nemzetközi versenyeire.
A 2020-as évben is már voltak nemzetközi sikereik a magyar versenyzőknek, a COVID-19 pandémia miatt abban az évben online videós verseny formátumban, ami egyébként is jellemző e sportra (normál körülmények között elsősorban kvalifikációs szakaszoknál).
Szakolczai Fédra Világkupa Masters 30-34 aranyérmes lett, majd 2021-ben a Masters Világbajnokságon ezüstérmet szerzett Kovács Adriánnal egyetemben (lásd a Versenyeredmények szekciót).

## A második elnökségi korszak (2022-2023)
2021. decemberében Radnai Tamás elnök lemondott a tisztségéről és kilépett a szövetségből. Ennek következtében az elnökség átalakult:
1. Gáspár László (elnök)
2. Matis Zsófia (operatív alelnök)
3. Patakfalvi-Vigh Dániel (operatív alelnök)
4. Hutterer Zsófia (elnökségi tag)
5. Szollár János (elnökségi tag)
6. Borsós Ferenc (elnökségi tag)
7. Szántó Sándor (elnökségi tag)

Mérföldkövek
2023-ban a NEFFISZ az iF3 partnereként Európa-bajnokságot rendezett Zalaegerszegen. Ezt a versenyt a nemzetközi szövetség jelenleg némileg kísérleti jelleggel, sűrített és alacsony résztvevős formátumban, kicsi ‘lábnyommal’ rendezi meg, így általában betétversenyként tudják lebonyolítani más versenyek keretében.
2022-ben születtek még korosztályos világbajnoki érmek, azonban 2023-ban már nem sikerült dobogókat elérni a világbajnokságokon. Két érmet azonban szereztek a magyarok az EB-n (lásd a Versenyeredmények szekciót).

## A harmadik elnökségi korszak (2024-)
A 2023-as év végére a szövetség lényegében felélte anyagi tartalékait, miközben az évben megszerezték a 2024-es világbajnokság rendezését, amiből már jogilag sem lehetett kiszállni. Ennek tükrében is emberi erőforrásokra is szükség lett volna nagyobb mértékben, így az elnökség összehívott egy tagszervezeti és közösség találkozót a helyzet megvitatására ("Együtt a megújulásért", 2023.11.19.)
A találkozón nyilvánvalóvá vált, hogy a szövetség vezetése felé nagyrészben elveszett a bizalom, ebből levonva a konzekvenciákat a szövetség teljes elnöksége a lemondás mellett döntött és 2024. januárra rendkívüli tisztújító közgyűlést hívtak össze:
“A Neffisz elnöksége a 2023. november 21-i ülésén a következő határozatot hozta:
2023.11.21/1 határozat: A teljes elnökség egyetemlegesen (mind a 7 fő) felajánlja lemondását a közgyűlésnek.”
“Indoklás: a 2023 november 19-én megtartott „Együtt a megújulásért” találkozón a résztvevők visszajelzései alapján egyértelművé vált számunkra, hogy a Szövetség jövőbeli hatékonyabb és eredményesebb működése érdekében változásra van szükség. Úgy ítéltük meg, hogy az elnökségi tagok által eddig elvégzett munka mennyisége, aktivitása már nem elegendő ahhoz, hogy az előttünk álló célok megvalósításához szükséges feladatokat az elvárásainknak megfelelően ellássuk. Mivel számunkra a Szövetségünk - sportágunk fejlődése, a közösségünk szolgálata és Tagság bizalma a legfontosabb, ezért meghoztuk ezt a döntést, mellyel a Szövetség szintlépését kívánjuk elősegíteni.”
Erre a 2024. évi tisztújító közgyűlésére 2024. január 13. került sor, és amelyre két elnökségre pályázó és csapata adta be a jelentkezését:
- Zabos Gergely, Bro'Z Debrecen edzőterem tulajdonos, Civis Multisport Sportegyesület vezető
- Török Gábor, RX Nation edzőterem tulajdonos, RX Nation Sportegyesület és Egészségközpont vezető

A közgyűlés 21/11 arányban Török Gábor elnökségi pályázatát fogadta el, amelyben az elnökség 3 főre csökkentése is szerepelt, mely pozíciókat mellette a két alelnök jelöltje tölti be, akik:
- Dr. Dévényi Gergely
- Kardos Péter

## Jogi státusz
A magyar sporttörvény értelmében be lehet jegyeztetni egy országos szövetséget, azonban egyből egy ilyen szervezet nem válhat egy sport kizárólagos irányítójává. A törvény előírja, hogy milyen feltételek mellett válhat egy szövetség a megfelelő kormányzati szerv által elismert országos sportági szövetséggé, illetve a legmagasabb státuszában országos sportági szakszövetséggé. Ezek a feltételek alapvetően a tömegbázisra (tagszervezetek és versenyzők száma), illetve a folyamatos működési időre vonatkoznak.  
A NEFFISZ legkésőbb 2023-ra teljesítette az alapvető feltételeket, azonban az elismert sportági szövetség státusz kérvényezését nem kezdeményezték még.

## Versenyrendszer
Bár nem ténylegesen kötelező még, de a NEFFISZ a nemzetközi szövetség világbajnokság formátumát követi a nemzeti bajnokságainál. Ez 6 fix tesztkategóriát foglal magába (de versenyenként változó tényleges feladatokkal), amelyek 2-3 nap alatt kerülnek lebonyolításra.

## Versenyeredmények
Nemzetközi érmek
- 2020
  - Szakolczai Fédra - Világkupa Masters 30-34 aranyérem[10]
- 2021
  - Szakolczai Fédra - Világbajnokság Masters 30-34 ezüstérem[11]
  - Kovács Adrián - Világbajnokság Masters 40-44 ezüstérem[12]
- 2022
  - Baksza Ádám - Világbajnokság Masters 30-34 aranyérem[13]
  - Pungor Péter - Világbajnokság Junior 19-20 bronzérem[14]
- 2023
  - Baksza Ádám - Európa-bajnokság ezüstérem[15]
  - Frank Laura - Európa-bajnokság bronzérem[16]

## Tagszervezetek
Jelenleg nem elérhető a tagszervezetek kurrens listája, de viszonylag hamar 30 körüli számot ért el a NEFFISZ. 2021. júniusi állapotot tükröz a Nagy Sportágválasztó klubkereső adatbázisa.